# Jan Willem de Vriend
Jan Willem de Vriend (Leiden, 31 juli 1962) is een Nederlands dirigent en violist.

## Loopbaan
De Vriend is opgeleid als violist. Hij studeerde aan het Conservatorium van Amsterdam en het Koninklijk Conservatorium in Den Haag bij Davina van Wely. Al tijdens zijn studie begon hij met dirigeren en leidde hij  tot uitvoeringen van Die Fledermaus van Johann Strauss en Der Silbersee van Kurt Weill.
In 1982 richtte De Vriend het ensemble Combattimento Consort Amsterdam op, dat gespecialiseerd is in 17e- en 18e-eeuwse muziek. Als artistiek leider, concertmeester en dirigent gaf hij met het Combattimento Consort veel concerten en leidde operaproducties in Nederland en daarbuiten. Ook werden vele cd- en dvd-opnames gerealiseerd. De Vriend richt zich vanaf het seizoen 2013-2014 volledig op zijn activiteiten als dirigent. 
Hij trad regelmatig op met onder meer het Koninklijk Concertgebouworkest, het Radio Kamer Orkest (later de Radio Kamer Filharmonie), en Rotterdams Philharmonisch Orkest en in het buitenland regelmatig bij Konzerthaus Orchester Berlin, Tonhalle Orchester Zurich, NDR Hannover, HR Orchester Frankfurt, SWR Orchester Stuttgart, OBC Barcelona, Orchester National Lyon, Stavanger Symfonie Orchestra. Als chefdirigent was de Vriend van 2006 tot 2017 verbonden aan het Orkest van het Oosten om daarna vier jaar aan het Residentie Orkest als eerste dirigent verbonden te zijn geweest. Als vaste gastdirigent tevens verbonden bij OBC Barcelona, Stuttgarter Philarmoniker en Orchester National de Lille. 
Vele spraakmakende opera's dirigeerde De Vriend in samenwerking met de Zwitserse regisseur Eva Buchmann zoals: Arminio van Heinrich von Biber, Agrippina en Orlando van Georg Friedrich Händel, Don Giovanni en Der Stein der Weisen van Mozart e.a.. Verder o.a. L’incoronnazione di Poppea en L’Orfeo van Claudio Monteverdi, King Arthur en Dido and Aeneas van Henry Purcell met het Onafhankelijk Toneel, het Huis aan de Amstel en de Nationale Reisopera. Ook leidde hij Mozarts Die Zauberflöte bij de Opéra national du Rhin in Straatsburg, Monteverdi's L'Orfeo bij de Opera van Luzern.  Op het Schwetzinger Festival dirigeerde hij de opera Rosamunde van de 18e-eeuwse componist Anton Schweitzer in een regie van Ernst Daniel Herzog.

### Recente activiteiten en projecten
Sinds 2023 is Jan Willem de Vriend Principal Conductor van het Wiener KammerOrchester daarnaast de Principal Guest Conductor van zowel het Stuttgart Philharmonic Orchestra als het City of Kyoto Symphony Orchestra, en tevens artistic partner van het Bergen Philharmonic Orchestra. Hij is regelmatig gastdirigent bij orkesten als het HR-Sinfonieorchester, Melbourne Symphony, Radio Filharmonisch Orkest, Orchestre National de Lyon, Orquesta Sinfónica y Coro RTVE en het Yomiuri Nippon Symphony Orchestra, Warsaw Philharmonic en Trondheim Symphony Orchestra.
Als opnameartiest werkt De Vriend intensief samen met het label Challenge Classics. Zijn discografie omvat onder andere de volledige symfonieën van Beethoven, Mendelssohn en Schubert, veelal opgenomen met het Netherlands Symphony Orchestra en het Residentie Orkest. Zijn interpretatie van Beethovens Zevende Symfonie werd door Classic FM geprezen om de “levendige flair die eer doet aan de vreugde van de componist”. In het seizoen 2024/25 verschijnen drie nieuwe opnames:
- Mozart – Pianoconcerten nr. 20 & 12 (met Dejan Lazić en het Bergen Philharmonic Orchestra),
- Schumann – Symfonieën nr. 3 & 4 (met het Stavanger Symphony Orchestra),
- Emilie Mayer – Symfonieën nr. 4 & 6 (met de NDR Radiophilharmonie, uitgebracht bij CPO).
- Met Stavanger Symfonie Orchestra zijn recentelijk alle symfonieën van Schumann uitgebracht in de seizoenen 2028/2029 wordt de release van de Brahms symfonieën verwacht.

### Punto Arte Festival
Jan Willem de Vriend is samen met regisseur Eva Buchmann de initiatiefnemer van het Punto Arte Festival, dat jaarlijks plaatsvindt in de omgeving van Volterra, in Toscane (Italië). Het festival biedt een combinatie van opera, kamermuziek en symfonische concerten, uitgevoerd op bijzondere locaties zoals historische villa’s en openluchtpodia. 
Prijzen
- 2012 de Radio 4 Prijs